# Садовская, Ольга Осиповна
О́льга О́сиповна Садо́вская (13 (25) июня 1849, Москва — 8 декабря 1919, там же) — российская актриса, Заслуженная артистка Императорских театров (1911).

## Биография
Ольга Осиповна Садовская (урождённая Лазарева) родилась в семье певца оперной труппы императорских театров Осипа Лазарева. От отца она унаследовала музыкально-вокальные данные и увлечение народной песней. От своей няни крепостной Евпраксии усвоила чистоту и красоту речи, её богатство, узнала старинный уклад жизни.
В юности Ольга Осиповна готовиласть стать пианисткой и обучалась пению. Но в 1867 году она случайно выступила в спектакле «Артистического кружка» «В чужом пиру похмелье». Именно после этого она осознала своё призвание к сцене.
В 1911 Садовской было присвоено звание заслуженной артистки императорских театров. Искусство Садовской высоко ценили крупнейшие деятели театра. Так, Станиславский называл Садовскую драгоценным алмазом русского театра; В. И. Немирович-Данченко, ценя самостоятельность дарования Садовской, считал, что для «нее не нужно было режиссера: она сама себе режиссер»; А. П. Ленский видел в Садовской такую же великую музу комедии, как в Ермоловой — музу трагедии. После Октябрьской революции Ольга Осиповна систематически участвовала в выездных спектаклях Малого театра на фабриках, заводах, в казармах, рабочих клубах.

Садовская Ольга Осиповна, 1910-е гг.

Была замужем за актёром Михаилом Прововичем Садовским. 23 апреля (5 мая) 1872 года в семье родилась дочь, будущая актриса Елизавета Михайловна (сценическое имя при жизни матери — Садовская-2-я). 9 (21) августа 1874 года родился сын, будущий актёр Пров Садовский младший. В 1878 году родился Михаил Михайлович Садовский (старший).
Ольга Осиповна Садовская умерла в Москве 8 декабря 1919 года. Похоронена в семейной могиле на Пятницком кладбище (1-й участок).

## Творчество

### Роли в театре
- 1867 — «В чужом пиру похмелье» А. Н. Островского — Настасья Панкратьевна[2]

#### Малый театр
- 1879 — «На бойком месте» А. Н. Островского — Евгения[1]
- 1879 — «Гроза» А. Н. Островского — Варвара
- 1879 — «Старый друг лучше новых двух» А. Н. Островского — Гущина
- 1879 — «Картина семейного счастья» Островского  — Матрена Саввишна
- 1880 — «Светит, да не греет» Островского и Соловьева  — Залешина (первая исполнительница)
- 1880 — «Ревизор — Пошлепкина
- 1881 — «Месяц в деревне» Тургенева  — Лизавета Богдановна
- 1882 — «Женитьба»  — Фёкла Ивановна, сваха

В первых постановках своих пьес на сцене Малого театра Островский поручил ей роли: 
- 1881 — «Таланты и поклонники»  — Домна Пантелевна (первая исполнительница)
- 1882 — «Красавец-мужчина»  — Аполлинария Антоновна (первая исполнительница)
- 1884 — «Без вины виноватые»  — Галчиха  (первая исполнительница)
- 1885 — «Не от мира сего»  — Хиония Прокофьевна  (первая исполнительница)
- 1886 — «Воевода» 2-я ред.)  — Недвига и Старуха-крестьянка (первая исполнительница)
- 1893 — «[[Анфуса Тихоновна («Волки и овцы», 1893)
- 1895 — «[[Матрена («Власть тьмы», 1895)
- 1895 — «[[Глафира Фирсовна («Последняя жертва», 1895),
- 1897 — «[[Мавра Тарасовна («Правда — хорошо, а счастье лучше», 1897)
- 1899 — «[[графиня Хрюмина (1899)
- 1907 — «[[Кукушкина («Доходное место», 1907)
- 1919 — «[[Захаровна («Старик» Горького, 1919)

Другие роли: в пьесах Островского:
- 1882 — «[[Спиридоновна («Не так живи, как хочется». 1882),
- 1882 — «[[Мигачева («Не было ни гроша, да вдруг алтын», 1882),
- 1882 — «[[Феклуша, Кабаниха («Гроза», 1882,1911),
- 1882 — «[[Настасья Петровна («Женитьба Белугина» Островского и Соловьева, 1882),
- 1883 — «[[Матрена и Красавина («За чем пойдешь, то и найдешь» («Женитьба Бальзаминова»), 1883 и 1886),
- 1885 — «[[Феона («Не все коту масленица», 1885),
- 1885 — «[[Глумова («На всякого мудреца довольно простоты», 1885),
- 1888 — «[[Аграфена Платоновна(«В чужом пиру похмелье», 1888),
- 1892 — «[[Сваха («Свои люди — сочтемся», 1892),
- 1895 — «[[Улита («Лес», 1895),
- 1895 — «[[Марфа Севастьяновна («Невольницы», 1895),
- 1896 — «[[Шаблова («Поздняя любовь», 1896),
- 1901 — «[[Степанида («Светит, да не греет» Островского и Соловьева, 1901),
- 1902 — «[[Аполлинария Панфиловна («Сердце не камень», 1902),
- 1908 — «[[Пелагея Егоровна («Бедность не порок», 1908),
- 1909 — «[[Незабудкина («Бедная невеста», 1909),
- 1914 — «[[Красавина («Свои собаки грызутся, чужая не приставай», 1914)

В пьесах др. авторов: 
- 1882 — «[[княгиня Тугоуховская («Горе от ума», 1882),
- 1885 — «[[Каурова («Завтрак у предводителя», 1885, бенефис Садовской),
- 1891 — «[[Кухарка («Плоды просвещения», 1891),
- 1895 — «[[Пестова («Дворянское гнездо» по Тургеневу, 1895),
- 1895 — «[[Матрена («Горькая судьбина» Писемского, 1895),
- 1880 — «[[Авдотья Ивановна («Майорша» Шпажинского, 1880)
- 1881 — «[[Бояркина («Беда от нежного сердца» Соллогуба, 1881),
- 1883 — «[[Анфиса («Около денег» по А. Потехину, 1883),
- 1884 — «[[Ненила («Чародейка» Шпажинского, 1884),
- 1884 — «[[Арина Пантелеймоновна («Муж знаменитости» Сумбатова, 1884),
- 1895 — «[[Дарья Кировна («Старый закал» Сумбатова, 1895),
- 1896 — «[[Авдотья Степановна («Цена жизни» Вл. Немировича-Данченко, 1896),
- 1897 — «[[Ольга Спиридоновна, Настасья Павловна («Джентльмен», 1897, «Ночной туман», 1916, Сумбатова),
- 1898 — «[[г-жа Сикарт («Ядро» Нордау, 1898),
- 1904 — «[[мать Этшепара («Красная мантия» Брие, 1904),
- 1914 — «[[Арина («Неприятель» Мамонтова, 1914) и др.